# De Kromme Dissel
De Kromme Dissel is een restaurant in Heelsum. Al sinds 1971 heeft het restaurant een Michelinster, daarmee is het Nederlands recordhouder op dit gebied.
Het restaurant is gevestigd in een 17e-eeuwse boerderij vlak bij Hotel Klein Zwitserland.
In november 2015 bracht chef-kok Tonny Berentsen een kookboek uit.